# Хагондоков, Константин Николаевич
 Константин Николаевич Хогондоков (Эдык Исмаилович Хагундоков) (14 сентября 1871 — 2 декабря 1958) — генерал-майор Русской императорской армии из кабардинских узденей.

## Биография
Константин Николаевич родился 14 сентября 1871 года в ауле Кармово в семье Николая Николаевича Хагондокова, майора 17-го драгунского Северского Его Величества Короля Датского полка и крещен 26 сентября в Пятигорске. (Из воспоминаний, «Из записок черкеса» — войскового старшины Терского казачьего войска.)
С 1880 года жил и учился в Санкт-Петербурге. Окончил Первый (Второй?) кадетский корпус, в 1891 — 2-е военное Константиновское училище по 1-му разряду «полного курса наук». Выпущен подпоручиком в 7-ю артиллерийскую бригаду. В 1906 окончил Академию Генерального штаба. За службу на Китайско-Восточной железной дороге (КВЖД) награждён медалью «За поход в Китай» и орденами св. Анны 3-й степени с мечами и бантом, св. Станислава 3-й степени с мечами, св. Станислава 2-й степени с мечами.
За отличие в боевых действиях во время русско-японской войны 1904—1905 награждён орденами св. Анны 4-й степени с надписью «За храбрость» (13.04.1906), св. Анны 2-й степени с мечами (03.04.1906), св. Владимира 4-й степени с мечами и бантом (22.01.1906), орденом св. Георгия 4-й степени (25.02.1907), Золотым оружием — саблей с надписью «За храбрость» (10.10.1906). Чин подполковника присвоен 26.11.1907. Штаб-офицер для особых поручений при штабе Гвардейского корпуса (30.03.1908—18.01.1909). С 18 января 1909 года по август 1911 года командовал Туркменским конно-иррегулярным дивизионом. 19 августа 1911 года произведен в полковники. С августа 1911 года по декабрь 1912 года командир 1-го Читинского полка Забайкальского казачьего войска. С 7 декабря 1912 года по 5 января 1914 года командовал 1-м Семиреченским казачьим полком. В 1913 году в составе кабардинской делегации участвовал в торжествах по случаю 300-летия Дома Романовых. За отличия по службе награждён орденом св. Владимира 3-й степени (05.1913).
Во время Первой мировой войны командир 2-й бригады (с 01.09.1914) Кавказской туземной конной дивизии и начальник штаба 2-го кавалерийского корпуса. 10 ноября 1915 года произведён в генерал-майоры (старшинство в чине с 15 февраля 1915 года). Награждён мечами к ордену св. Владимира 3-й степени, орденами св. Анны 1-й степени с мечами (13.11.1915) и св. Станислава 1-й степени с мечами (13.11.1915). Императором Николаем II назначен 20.01.1916 в город Благовещенск военным губернатором Амурской области и наказным атаманом Амурского казачьего войска. В июне 1917 года приказом Временного правительства по Армии и Флоту назначен командующим Приамурским военным округом (Дальний Восток, включая Камчатскую и Сахалинскую области). Автор учебного пособия для кавалерийских училищ «Тактика конницы», вышедшего в 1907. После отставки в конце 1917 проживал в городе Кисловодске и ауле Кармово. Из-за преследований большевиков бежал в Екатеринодар, к генералу А. И. Деникину, не получил должности в Добровольческой армии.
Уехал в Баку, затем через Батум эмигрировал 1919 году во Францию. Жил в Нёйи-сюр-Сен, затем (после 1924) — в Париже. Акционер нефтяного производства, коммерсант, промышленник.
В 1923 году был посвящён в масоны в русской парижской ложе «Астрея» № 500 Великой ложи Франции. Затем был основателем парижских лож «Золотое руно» № 536, «Северное сияние» № 523 и «Прометей» № 558 (ВЛФ). В ложе «Прометей», созданной для уроженцев Кавказа, в 1928—1929 годах, занимал должность досточтимого мастера.
Принимал активное участие в жизни русских военных организаций в Париже, где был членом Объединения офицеров Генерального штаба, Союза Георгиевских кавалеров, Объединения 2 кадетского императора Петра I корпуса, Объединения Константиновского артиллерийского училища. Монархист. Мемуарист.
Умер в 1958 году в Русском доме в Сент-Женевьев-де-Буа. Похоронен на русском кладбище в Сент-Женевьев-де-Буа под Парижем.

## Семья
Был женат на дочери генерала — Елизавете Эмильевне Бредовой.
- Сыновья — Константин (Эдыг), Жорж (Адамей), Исмаил.
- Дочери — Нина, Галя (Эльмесхан), Артемия, Александра, Тамара.
- Сестры — Елена, Валентина.